# 弗拉基米尔·沙马诺夫
弗拉基米尔·阿纳托利耶维奇·沙马诺夫（羅馬化：Vladimir Anatol'yevich Shamanov；1957年2月15日—）是俄罗斯联邦武装部队退役大将，2009年5月至2016年10月担任俄罗斯空降军总司令，俄罗斯政治人物。2016年10月退休后，沙马诺夫成为国家杜马国防委员会主席。

## 制裁
沙马诺夫于2022年因俄乌战争而受到英国政府制裁。